# Sead Zilić
Sead Zilić (Prijepolje, 17 settembre 1982) è un ex calciatore bosniaco, di ruolo attaccante.